# جنبش بدون ترس
جنبش بدون ترس (اسپانیایی: Movement Without Fear‎) یا MSM حزب سیاسی ترقی‌خواه در بولیوی است. MSM در اول مارس ۱۹۹۹ تأسیس شد. رهبر حزب، خوان دل گرانادو، از سال ۲۰۰۰ تا ۲۰۱۰ شهردار لاپاز (بولیوی) بود. این حزب در انتخابات منطقه‌ای ۲۰۱۰ بولیوی در لاپاز و اورورو برنده شد. MSM در ۳ سپتامبر ۲۰۰۵ قبل از انتخابات ریاست جمهوری ۲۰۰۵ با جنبش برای سوسیالیسم (MAS IPSP) وارد اتحاد سیاسی شد. این احزاب همچنین تلاش‌های خود را در انتخابات ۲۰۰۶ برای مجلس مؤسسان بولیوی به منظور حمایت از رئیس‌جمهور اوو مورالس بیشتر کردند.

## نامزدی ریاست جمهوری، ۲۰۱۴
بعد از اینکه رئیس‌جمهور اوو مورالس پیشنهاد کرد که برای انتخابات مجدد در سال ۲۰۱۴ کاندیدا شود، خوان دل گرانادو، رهبر جنبش بدون ترس، حزب را بر آن داشت تا متحد سابق خود، جنبش سوسیالیسم را به چالش بکشد و پیشنهاد مورالس را به همه‌پرسی قانون اساسی ارائه دهد. همزمان، دل گرانادو اظهار داشت که جنبش بدون ترس نامزدی را برای ریاست جمهوری معرفی می‌کند. در ۱۱ نوامبر ۲۰۱۳، این جنبش دل گرانادو را به عنوان کاندیدای خود برای ریاست جمهوری در انتخابات ۲۰۱۴ معرفی کرد.